# جان رابرت گراهام (بازیکن فوتبال)
جان رابرت گراهام (انگلیسی: John R. Graham؛ زادهٔ) بازیکن فوتبال اهل بریتانیا است.
از باشگاه‌هایی که در آن بازی کرده‌است می‌توان به باشگاه فوتبال نیوکاسل یونایتد و باشگاه فوتبال برادفورد سیتی اشاره کرد.